# Ägidius Viganò
Ägidius Viganò SDB – italienisch: Egidio (* 29. Juni 1920 in Sondrio, Lombardei; † 23. Januar 1995 in Rom) war italienischer Ordenspriester. Als siebter Nachfolger Don Boscos war er von 1977 bis 1995 Generaloberer der Kongregation der Salesianer Don Boscos.

## Leben
Nach seiner Schulausbildung besuchte Viganò das Salesianische Oratorium von Sondrio und kam hier mit dem salesianischen Charisma in Kontakt. Als Don Bosco 1929 seliggesprochen wurde, pilgerte seine Mutter nach Turin. Ihre Begeisterung teilte sie ihrem Sohn mit und unterstützte ihn, als er 1932 in das salesianische Aspirantat in Chieri und 1935 in das Noviziat in Montodine eintrat. Ein Jahr später legte er dort die erste Ordensprofess ab. Anschließend studierte er Philosophie in Foglizzo. Er entschied sich 1939 als Seminarist in die Mission nach Chile zu gehen. Er war zunächst Lehrer im Aspirantat in Macul und von 1941 bis 1943 an der Gratitud Nacional in Santiago de Chile. Während er dort Katechet war, vollendete er seine theologischen Studien an der Katholischen Universität von Santiago.
Am 31. Mai 1947 wurde er zum Priester geweiht. 1949 wurde er zum Professor für Dogmatik an die Katholische Universität berufen. Von 1961 bis 1962 war er zu einem Studienaufenthalt in Rom. Nach seiner Rückkehr nach Chile wurde er Direktor des salesianischen Studentats in Santiago.
Von 1962 bis 1965 war er als theologischer Berater der chilenischen Bischöfe am Zweiten Vatikanischen Konzil beteiligt. 1968 wurde er Provinzial der chilenischen Provinz der Ordensgemeinschaft. Er wurde auch zum Vorsitzenden der Konferenz der Ordens-Generaloberen des Landes gewählt und nahm an der Lateinamerikanischen Bischofskonferenz (CELAM) in Medellín, Kolumbien teil.
1971 nahm er am Generalkapitel der Kongregation teil und wurde zum Mitglied des Generalrats in Rom gewählt.

## Generaloberer
Am 15. Dezember 1977 wurde er zum Generaloberen gewählt. 1978 übernahm er auch das Amt des Großkanzlers der Päpstlichen Universität der Salesianer in Rom. Am 18. Mai des Jahres stand er den Feierlichkeiten zum hundertjährigen Weihejubiläum der Maria-Hilf-Basilika in Turin vor. Außerdem nahm er in diesem Jahr abermals an der CELAM, dieses Mal in Puebla, teil.
Johannes Paul II. nominierte ihn 1980 als päpstlichen Konsultor für die Bischofssynode zum Thema Familie. Bis 1994 nahm er an weiteren fünf Bischofssynoden in Rom teil, war Berater verschiedener Päpstlicher Räte und Mitglied der Kongregation für die Evangelisierung der Völker.
1983 wurde er zum Vorsitzenden der Union der Generaloberen in Rom gewählt. Am 15. Mai 1983 wurden Aloisius Versiglia und Callisto Caravario als erste salesianische Märtyrer seliggesprochen.
Am 15. Mai 1984 wurde Don Viganò als Generaloberer wiedergewählt.
1986 wurde ihm die Ehre zuteil, die Exerzitien für den Papst und die Römische Kurie zu predigen. 1987 reiste er nach China. 1988 stand er den Jubiläumsfeierlichkeiten zur hundertjährigen Wiederkehr des Todestages von Don Bosco vor. Im Rahmen der Feierlichkeiten besuchte Papst Johannes Paul II. den Geburtsort Don Boscos. Dabei wurde Laura Vicuña seliggesprochen.
1990 wurde Don Viganò ein weiteres Mal gewählt. In diesem Jahr sprach der Papst Philipp Rinaldi selig. 1991 nahm er, eingeladen durch den Papst, erneut an der CELAM in Santo Domingo teil. 1993 eröffnete er das Institut für Kommunikationswissenschaft der Päpstlichen Universität der Salesianer. 1994 wurde die Don-Bosco-Schwester Magdalena Morano seliggesprochen.

## Werke
- La solidaridad del cuerpo místico, 1943
- La solidaridad elemento esencial en la constitución del Cuerpo Místico: según la Doctrina de la Summa Teológica de Santo Tomás de Aquino, 1948
- Per una teologia della vita consacrata, 1986
- Mistero e storia : dono e profezia del Concilio, 1986
- Laicato, cultura e teologia, 1988